# Fressenneville
Fressenneville (picardisch: Freuchéneville) ist eine nordfranzösische Gemeinde mit 2.086 Einwohnern (Stand 1. Januar 2022) im Département Somme in der Region Hauts-de-France. Die Gemeinde liegt im Arrondissement Abbeville und ist Teil der Communauté de communes du Vimeu und des Kantons Friville-Escarbotin.

## Geographie
Das Gemeindegebiet liegt im Regionalen Naturpark Baie de Somme Picardie Maritime. Die in Ost-West-Richtung von den Départementsstraßen D925 und D1925 durchquerte Gemeinde liegt an der Départementsstraße D229 südöstlich von Friville-Escarbotin und nordwestlich von Feuquières-en-Vimeu an der Bahnstrecke von Abbeville nach Eu (Seine-Maritime) mit einem Haltepunkt (Gare de Feuquières – Fressenneville) knapp außerhalb des Gemeindegebiets. Im Süden der Gemeinde liegt der Windpark Parc Éolien de Chasse-Marée.

## Geschichte
Im 18. Jahrhundert hielt in der Gegend die Metallbearbeitung ihren Einzug; Fressenneville spezialisierte sich auf Vorhängeschlösser. 1906 wurde bei einem Streik das Schloss eines Fabrikherren in Brand gesetzt.

## Einwohner
| 1962 | 1968 | 1975 | 1982 | 1990 | 1999 | 2006 | 2011 |
| ---- | ---- | ---- | ---- | ---- | ---- | ---- | ---- |
| 2258 | 2342 | 2594 | 2487 | 2422 | 2334 | 2267 | 2255 |

## Verwaltung
Bürgermeisterin (maire) ist seit 2014 Annie-Claude Leuliette.

## Sehenswürdigkeiten
- Burghügel (motte castrale)

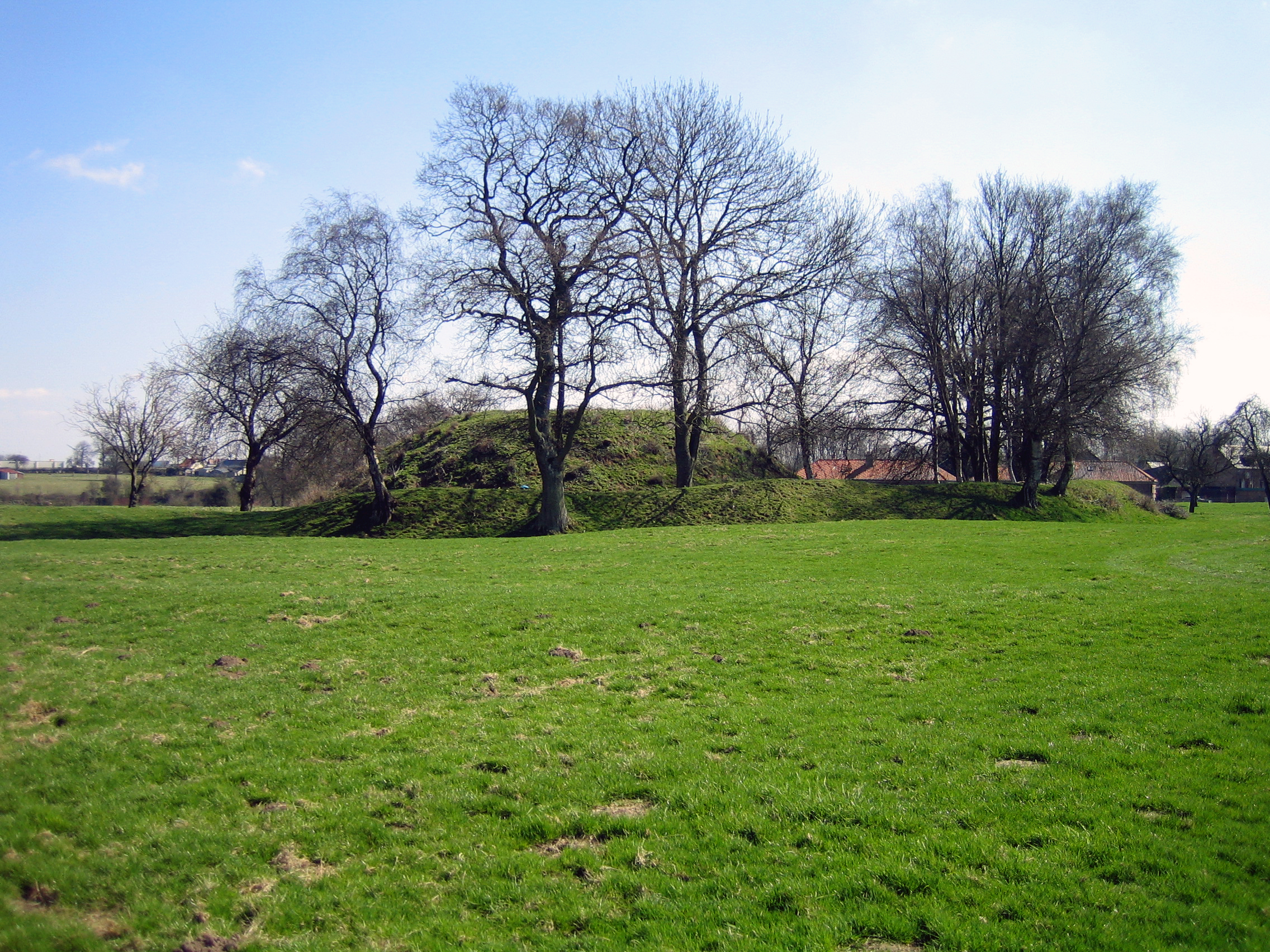
Der Burghügel

- Kirche Saint-Quentin aus dem Jahr 1906 an der Stelle einer älteren